# 1931 في الولايات المتحدة
فيما يلي قوائم الأحداث التي وقعت خلال عام 1931 في الولايات المتحدة.

## أحداث
- 31 مارس – تي دابليو إيه رحلة 599

## سياسة

### تعيين في المنصب
- 1 يناير – انطون سيرماك عمدة شيكاغو [الإنجليزية]‏.
- 1 يناير – جورج آيكن عضو مجلس نواب فيرمونت.
- 1 يناير – روبرت تافت عضو مجلس ولاية أوهايو.
- 1 يناير – كريستيان هيرتر عضو مجلس نواب ماساتشوستس.
- 6 يناير – وارن غرين حاكم داكوتا الجنوبية [الإنجليزية]‏.
- 12 يناير – هاري هاينز ودينج حاكم كانساس [الإنجليزية]‏.
- 20 يناير – ابرا تشارلز بلاكوود حاكم كارولينا الجنوبية [الإنجليزية]‏.
- 4 مارس – جيمس بيرنز عضو مجلس الشيوخ الأمريكي.
- 4 مارس – كورديل هل عضو مجلس الشيوخ الأمريكي.
- 24 مارس – جيمس سبور حاكم ساموا الأمريكية [الإنجليزية]‏.
- 27 يونيو – ريتشارد راسيل حاكم جورجيا [الإنجليزية]‏.
- 13 نوفمبر – هاتي أوفيليا وايات كاراوي عضو مجلس الشيوخ الأمريكي.
- 8 ديسمبر – روبي لافوون حاكم كنتاكي [الإنجليزية]‏.

### انتهاء فترة المنصب
- 1 يناير – توماس ماثيو بيري عضو داكوتا الجنوبية البيت النواب.
- 1 يناير – ريتشارد راسيل عضو مجلس نواب جورجيا.
- 1 يناير – وليام جودسون هولواي حاكم أوكلاهوما [الإنجليزية]‏.
- 5 يناير – جون كالهون فيليبس حاكم ولاية أريزونا  [لغات أخرى]‏.
- 6 يناير – كليمنت كالهون يونغ حاكم كاليفورنيا.
- 7 يناير – جون إتش ترمبل حاكم كونيتيكت  [لغات أخرى]‏.
- 12 يناير – كلايد مارتن ريد حاكم كانساس [الإنجليزية]‏.
- 20 يناير – آرثر جيمس نائب حاكم ولاية بنسلفانيا [الإنجليزية]‏.
- 18 فبراير – فرانك كولينز ايمرسون حاكم وايومنغ  [لغات أخرى]‏.
- 3 مارس – كورديل هل عضو مجلس النواب الأمريكي.
- 22 أبريل – جيمس سبور حاكم ساموا الأمريكية [الإنجليزية]‏.

## ظهور
- 1 مارس – عند جبال الجنون كتاب من تأليف هوارد فيليبس لافكرافت.

## أفلام
من الأفلام التي صدرت هذه السنة في الولايات المتحدة:
- 1 يناير – أروسميث من إخراج جون فورد.
- 1 يناير – البطل من إخراج كينج فيدور.
- 1 يناير – التاجر هورن من إخراج دبليو. إس. فان دايك.
- 1 يناير – الصفحة الأولى من إخراج لويس مايلستون، نيت وات.
- 1 يناير – الملازم المبتسم من إخراج إرنست لوبيتش.
- 1 يناير – إيست لين من إخراج فرانك لويد.
- 1 يناير – خطيئة مادلون كلوديه من إخراج Edgar Selwyn [الإنجليزية]‏.
- 1 يناير – دكتور جيكل والسيد هايد من إخراج Rouben Mamoulian [الإنجليزية]‏.
- 1 يناير – روح حرة من إخراج كلارنس براون.
- 1 يناير – سكيبي من إخراج نورمان تاورج.
- 1 يناير – عبر الأطلسي من إخراج ويليام هوارد (كاتب).
- 1 يناير – فتاة سيئة من إخراج فرانك بورزيج.
- 1 يناير – نهائي خمس نجوم من إخراج ميرفين لوروا.
- 30 يناير – أضواء المدينة من إخراج تشارلي تشابلن.
- 9 فبراير – سيمارون من إخراج ويسلي روغلز.[1]
- 21 أبريل – كل شيء هادىء على الجبهة الغربية من إخراج لويس مايلستون، نيت وات.

## كتب
من الكتب التي صدرت هذه السنة في الولايات المتحدة:
- 2 مارس – الأرض الطيبة من تأليف بيرل باك.

## مواليد

### يناير
- 1 يناير – ألان هوفمان طبيب أمريكي.
- 1 يناير – جورج هربرت ووكر الثالث دبلوماسي أمريكي.
- 5 يناير – آلفين إيلي[2]
- 5 يناير – روبرت دوفال ممثل ومخرج أمريكي.[3]
- 5 يناير – والت ديفيس
- 6 يناير – إي إل دوكتورو[4]
- 6 يناير – توم مارشال
- 11 يناير – بيتر بالدوين[5]
- 13 يناير – سكوت بيتش[6]
- 17 يناير – جيمس إيرل جونز ممثل أمريكي.[7]
- 19 يناير – بيل ملكفي لاعب كرة سلة أمريكي.
- 20 يناير – ديفد لي[8]
- 22 يناير – سام كوك[9]
- 23 يناير – بيتي جرين مقدم برامج إذاعية من الولايات المتحدة الأمريكية.[10]
- 23 يناير – جورج كريست
- 25 يناير – دين جونز[11]
- 26 يناير – ماري ميرفي ممثلة أمريكية.[12]
- 29 يناير – ريتشارد باكاليان ممثل أمريكي.[13]
- 30 يناير – نورمان إتش ستال قاضي أمريكي.

### فبراير
- 3 فبراير – آرثر ليفيت صحفي من الولايات المتحدة الأمريكية.[14]
- 3 فبراير – جيم براسكو لاعب كرة سلة أمريكي.
- 8 فبراير – جيمس دين ممثل أمريكي.[15]
- 10 فبراير – جيمس إدوارد ماسيو وست مهندس من الولايات المتحدة الأمريكية.
- 14 فبراير – برايان كيلي[16]
- 15 فبراير – ماكسين سينجر أحيائية من الولايات المتحدة الأمريكية.[17]
- 17 فبراير – بادي ريان[18]
- 18 فبراير – توني موريسون كاتب أمريكي.[19]
- 20 فبراير – جون ملنور[20]
- 24 فبراير – جيمس أبو رزق سياسي أمريكي.[21]
- 24 فبراير – دومينيك تشيانيس ممثل أمريكي.[22]
- 25 فبراير – كريستوفر جورج ممثل أمريكي.[23]
- 26 فبراير – روبرت نوفاك[24]
- 28 فبراير – دين سميث[25]

### مارس
- 2 مارس – توم وولف
- 4 مارس – أليس ريفلين عالمة اقتصاد أمريكية.[26]
- 14 مارس – رونالد بريسلو كيميائي أمريكي.[27]
- 15 مارس – دي جاي فونتانا موسيقي أمريكي.[28]
- 21 مارس – مارك هانيبال
- 22 مارس – بورتون ريختر فيزيائي أمريكي.[29]
- 25 مارس – جون أيه إيدي عالم فلك أمريكي.
- 26 مارس – ليونارد نيموي[30]
- 27 مارس – دايفيد جانسين ممثل أمريكي.[31]

### أبريل
- 6 أبريل – إيفان ديكسون[32]
- 6 أبريل – ديبورا ماير مدربة أمريكية.[33]
- 7 أبريل – دانيال إلسبيرغ[34]
- 8 أبريل – جون غافن سياسي أمريكي.[35]
- 10 أبريل – أغنيس ماري منصور راهِبة أَمريكية لبنانية سابقة في الكنيسة الرومانية الكاثوليكية أُجبرت على ترك الرهبنة بسبب مواقفها بشأن الإجهاض القانوني.
- 13 أبريل – دان جورني
- 17 أبريل – بيل رمزي[36]
- 19 أبريل – فريد بروكس[37]
- 20 أبريل – لي هاملتون سياسي أمريكي.
- 23 أبريل – تشاك فيني
- 27 أبريل – روبرت دونر ممثل أمريكي.[38]
- 28 أبريل – ريتشارد جاردنر[39]

### مايو
- 2 مايو – فيل برونز[40]
- 6 مايو – ويلي ميس لاعب كرة قاعدة من الولايات المتحدة الأمريكية.[41]
- 13 مايو – جيم جونز ادعى انه مرسل من خالق.[42]
- 16 مايو – جاك دودسون ممثل أمريكي.[43]
- 17 مايو – ستان ألبيك
- 25 مايو – جون غابرييل ممثل أمريكي.
- 27 مايو – جيمس ويلسون
- 27 مايو – فيليب كوتلر[44]
- 28 مايو – جوردون ويليز مصور سينمائي أمريكي.[45]
- 28 مايو – كارول بيكر ممثلة أمريكية.[46]
- 31 مايو – جون روبرت شريفر فيزيائي أمريكي.[47]

### يونيو
- 3 يونيو – بيرت لانس سياسي أمريكي.[48]
- 13 يونيو – ايرفين يالوم
- 16 يونيو – روبرت بيرنهام عالم فلك أمريكي.[49]
- 17 يونيو – إدوارد أندرسون عالم نبات أمريكي.
- 20 يونيو – أولمبيا دوكاكيس ممثلة أمريكية.[50]
- 21 يونيو – مارغريت هيكلر سياسية أمريكية.[51]
- 22 يونيو – إدوين ف تايلور فيزيائي أمريكي.
- 25 يونيو – جون سي شاباز سياسي أمريكي.
- 29 يونيو – إد جيلبرت[52]

### يوليو
- 2 يوليو – لاري كوستيلو
- 6 يوليو – ديلا ريس[53]
- 7 يوليو – دوروتي ستانغ
- 10 يوليو – نيك آدامز[54]
- 13 يوليو – فرانك رامزي لاعب كرة سلة أمريكي.
- 19 يوليو – تشارلي هوغ[55]
- 21 يوليو – جين فولمير ملاكم من الولايات المتحدة الأمريكية.[56]
- 24 يوليو – تشاك نوبل لاعب كرة سلة أمريكي.
- 28 يوليو – داريل هيكمان[57]
- 31 يوليو – نيك بوليتيري

### أغسطس
- 6 أغسطس – رون فيريسل
- 9 أغسطس – تومي هيراكين جاكسون ملاكم من الولايات المتحدة الأمريكية.
- 9 أغسطس – ديك نوستمان لاعب كرة سلة من الولايات المتحدة الأمريكية.
- 10 أغسطس – توم لافلين سياسي أمريكي.[58]
- 12 أغسطس – وليام قولدمان
- 15 أغسطس – ريتشارد هيك كيميائي أمريكي.[59]
- 17 أغسطس – إيرل بن جليم
- 18 أغسطس – جرانت وليامز[60]
- 18 أغسطس – ويليام أومالي
- 19 أغسطس – ويلي شوميكر[61]
- 21 أغسطس – بيل بولجر لاعب كرة سلة من الولايات المتحدة الأمريكية.
- 23 أغسطس – هاملتون سميث[62]
- 25 أغسطس – ريجيس فيلبين[63]
- 25 أغسطس – سيسل أندروس سياسي أمريكي.[64]
- 30 أغسطس – جاك سويغيرت رائد فضاء أمريكي.[65]

### سبتمبر
- 3 سبتمبر – ديك موتا مدرب كرة سلة من الولايات المتحدة الأمريكية.
- 10 سبتمبر – فيليب بيكر هول ممثل أمريكي.[66]
- 12 سبتمبر – جورج جونز[67]
- 17 سبتمبر – آن بانكروفت ممثلة أمريكية.[68]
- 19 سبتمبر – راي دانتون ممثل ومخرج أمريكي.[69]
- 21 سبتمبر – لاري هاغمان[70]
- 29 سبتمبر – جيمس كرونين فيزيائي أمريكي.[71]
- 30 سبتمبر – انجي ديكنسون ممثلة أمريكية.[72]

### أكتوبر
- 4 أكتوبر – ريتشارد رورتي فيلسوف أمريكي.[73]
- 7 أكتوبر – كوتون فيتزسيمونز
- 16 أكتوبر – تشارلز كولسون سياسي أمريكي.[74]
- 20 أكتوبر – ميكي مانتل لاعب كرة قاعدة من الولايات المتحدة الأمريكية.[75]
- 23 أكتوبر – وليام بي كلارك[76]
- 31 أكتوبر – جاك موليناس لاعب كرة سلة أمريكي.
- 31 أكتوبر – دان راذير[77]

### نوفمبر
- 3 نوفمبر – أندرو لام لويس، الابن سياسي أمريكي.[78]
- 5 نوفمبر – توماس آر بيكرينغ دبلوماسي أمريكي.
- 5 نوفمبر – غروفر كرانتز[79]
- 12 نوفمبر – نورمان مينيتا سياسي من الولايات المتحدة الأمريكية.[80]
- 15 نوفمبر – جون فوردتران أستاذ جامعي أمريكي.[81]
- 19 نوفمبر – جيمز هاردر ممثل أمريكي.
- 29 نوفمبر – والاس بروكر[82]

### ديسمبر
- 2 ديسمبر – إدوين ميس محامي من الولايات المتحدة الأمريكية.[83]
- 9 ديسمبر – كليف هاجان
- 10 ديسمبر – جيم فريتش لاعب كرة سلة من الولايات المتحدة الأمريكية.
- 11 ديسمبر – إيرني بيك لاعب كرة سلة أمريكي.
- 11 ديسمبر – رونالد دوركين[84]
- 18 ديسمبر – جين شو
- 20 ديسمبر – تيري ساندرز مخرج أفلام أمريكي.[85]
- 21 ديسمبر – والتر ديفلين لاعب كرة سلة أمريكي.
- 25 ديسمبر – جو جور كاتب أمريكي.[86]
- 27 ديسمبر – سكوتي مور موسيقي أمريكي.[87]

## وفيات

### يناير
- 1 يناير – سيسيل أرنولد (مواليد 1891) ممثلة أمريكية.
- 21 يناير – إليزا فرانسيس أندروز (مواليد 1840)[88]
- 26 يناير – ادوارد ارفيج ادواردز (مواليد 1863) سياسي أمريكي.

### فبراير
- 18 فبراير – فرانك كولينز ايمرسون (مواليد 1882) سياسي أمريكي.[89]
- 24 فبراير – فاني غيتس (مواليد 1872) فيزيائية أمريكية.

### مارس
- 10 مارس – جوزيف بوتر كوتن (مواليد 1875) سياسي من الولايات المتحدة الأمريكية.
- 24 مارس – تشارلز كلاري (مواليد 1873) ممثل من الولايات المتحدة الأمريكية.[90]
- 24 مارس – روبرت إديسون (مواليد 1868)[91]
- 25 مارس – إيدا ويلز (مواليد 1862)[92]
- 28 مارس – بان جونسون (مواليد 1863) لاعب كرة قاعدة من الولايات المتحدة الأمريكية.

### أبريل
- 10 أبريل – لويس هرمان بامل (مواليد 1862) عالم نبات من الولايات المتحدة الأمريكية.
- 26 أبريل – جورج هربرت ميد (مواليد 1863)[93]

### يونيو
- 11 يونيو – فرانكلين هنري جيدنجز (مواليد 1855) عالم اقتصاد أمريكي.[94]
- 12 يونيو – جيمس هاي (مواليد 1856) سياسي أمريكي.[95]

### يوليو
- 2 يوليو – ستيفان مولتون بابكوك (مواليد 1843) كيميائي أمريكي.[96]
- 10 يوليو – وليام بيتس (مواليد 1860)[97]

### سبتمبر
- 17 سبتمبر – مارفن هارت (مواليد 1876) ملاكم من الولايات المتحدة الأمريكية.[98]
- 19 سبتمبر – دايفيد جوردن (مواليد 1851)

### أكتوبر
- 7 أكتوبر – دانيل تشستر فرانس (مواليد 1850) نحات أمريكي.
- 18 أكتوبر – توماس إديسون (مواليد 1847) مخترع أمريكي ورجل أعمال.[99]

### نوفمبر
- 3 نوفمبر – روبرت وليامز (مواليد 1894) ممثل أمريكي.[100]
- 6 نوفمبر – ثاديوس كارواي (مواليد 1871) سياسي أمريكي.[101]
- 9 نوفمبر – وليام نيلسون رنيون (مواليد 1871) سياسي أمريكي.[102]

### ديسمبر
- 23 ديسمبر – ويلسون بنتلي (مواليد 1865) مصور أمريكي.[103]
- 26 ديسمبر – ملفل ديوي (مواليد 1851)[104]